# Gyökfüggvény
A gyökfüggvény a matematikában egy olyan függvény, amit egy gyökvonással és alapműveletekkel lehet képezni. Általános alakja {\displaystyle a{\sqrt[{n\,}]{x+b}}+c}, ahol {\displaystyle n>1} egész szám, {\displaystyle a,b,c} valós számok.
Mivel a valós számok négyzete sosem negatív, azért nem lehet négyzetgyököt vonni negatív számból. Hasonló teljesül minden páros kitevőjű gyökre is.
Az értelmezési tartomány szempontjából fontos megjegyezni, hogy ha a kitevő páros, akkor a gyökjel alatt nemnegatív számnak kell állnia. Ha a kitevő páratlan, akkor a negatív számokból is vonható gyök, tehát nincs akadálya a valós számokon való értelmezésnek.
Az alap négyzetgyökfüggvény a nemnegatív számokon értelmezett nemnegatív értékű függvény. Maximuma nincs, minimuma a nullában van; a minimum értéke nulla. Szigorúan monoton növő konkáv függvény. Képe egy fekvő parabola fele, mivel egy teljes parabola két értéket adna, amiből konvenció szerint a nemnegatívat tekintjük csak négyzetgyöknek. Magasabb páros kitevőjű alap gyökfüggvények hasonlóan néznek ki, de a parabola (mint kúpszelet) helyett a megfelelő hatványfüggvény grafikonját kell megfelezni és tükrözni az {\displaystyle x=y} egyenesre.
Az alap páratlan fokú gyökfüggvény a valós számokon értelmezett valós értékű függvény, melynek nincsenek szélsőértékei. Szigorúan monoton nő. Konkáv a {\displaystyle [-\infty ,0]} és konvex a {\displaystyle [0,\infty ]} szakaszon. Képe a megfelelő hatványfüggvény grafikonja tükrözve az {\displaystyle x=y} egyenesre.
Általános esetben az {\displaystyle a} a nyújtás mértéke. Ha előjele negatív, akkor  tükrözni kell az {\displaystyle x} tengelyre. Ha {\displaystyle b} pozitív, akkor balra, ha negatív, akkor balra kell tolni. Ezzel az eltolással az értelmezési tartományt is el kell mozgatni. Ha {\displaystyle c} pozitív, akkor felfelé, ha negatív, akkor lefelé kell tolni. Ezzel az eltolással az értékkészletet is el kell mozgatni.
A gyökfüggvények alkalmazhatók egyenletek megoldására és mértani sorozatokkal való foglalkozásra. Matematikán kívüli alkalmazásokra példa a kamatszámítás, az inga és a harmonikus rezgőmozgás periódusidejének számítása.